# 실신
실신(失神, 영어: syncope)은 뇌혈류 감소에 따라 순간적으로 의식을 잃는 증상이다. 일반적으로 기절로도 알려져 있으며 빠른 발병, 짧은 기간 및 자발적인 회복이 특징인 의식 및 근력 상실이다. 이는 일반적으로 저혈압으로 인해 뇌로 가는 혈류가 감소하여 발생한다. 때때로 의식을 잃기 전에 현기증, 발한, 창백한 피부, 흐릿한 시력, 메스꺼움, 구토 또는 따뜻한 느낌과 같은 증상이 있다. 실신은 근육 경련의 짧은 에피소드와도 연관될 수 있다. 정신과적 원인은 환자가 두려움, 불안 또는 공황을 경험할 때 결정될 수도 있다. 특히 스트레스가 많은 사건이 발생하기 전, 일반적으로 의학적 성격을 가진다. 의식과 근력이 완전히 상실되지 않은 경우 이를 전실신이라고 한다. 전실신도 실신과 동일하게 취급하는 것이 좋다.
원인은 심각하지 않은 것부터 잠재적으로 치명적인 것까지 다양하다. 원인에는 크게 세 가지 범주가 있다. 심장 또는 혈관 관련; 반사(신경 매개라고도 함); 및 기립성 저혈압. 심장 및 혈관 문제가 약 10%의 원인이며 일반적으로 가장 심각한 문제이고 신경 매개 문제가 가장 흔하다. 심장 관련 원인으로는 비정상적인 심장 박동, 심장 판막이나 심장 근육 문제, 폐색전증이나 대동맥 박리로 인한 혈관 막힘 등이 있다. 신경매개성 실신은 혈관이 확장되고 심박수가 부적절하게 감소할 때 발생한다. 이는 혈액 노출, 통증, 강한 감정과 같은 유발 사건이나 배뇨, 구토 또는 기침과 같은 특정 활동으로 인해 발생할 수 있다. 신경 매개성 실신은 경동맥동으로 알려진 목 부위를 눌렀을 때 발생할 수도 있다. 세 번째 유형의 실신은 일어설 때와 같이 자세를 바꿀 때 혈압이 떨어지기 때문에 발생한다. 이는 흔히 복용 중인 약물로 인해 발생하지만 탈수, 심각한 출혈 또는 감염과 관련될 수도 있다. 실신에는 유전적 요소도 있는 것으로 보인다.
병력, 신체 검사 및 심전도(ECG)는 근본 원인을 파악하는 가장 효과적인 방법이다. ECG는 비정상적인 심장 박동, 심장 근육으로의 혈류 불량, 긴 QT 증후군 및 브루가다 증후군과 같은 기타 전기적 문제를 감지하는 데 유용하다. 심장 관련 원인 역시 전구증상의 병력이 거의 없는 경우가 많다. 사건 후 낮은 혈압과 빠른 심박수는 혈액 손실이나 탈수를 나타낼 수 있으며, 폐색전증이 있는 사람들의 경우 사건 이후 낮은 혈중 산소 수치가 나타날 수 있다. 불확실한 경우에는 이식형 루프 레코더, 경사 테이블 테스트 또는 경동맥동 마사지와 같은 보다 구체적인 테스트가 유용할 수 있다. 컴퓨터 단층촬영(CT)은 특별한 문제가 없는 한 일반적으로 필요하지 않다. 고려해야 할 유사한 증상의 다른 원인으로는 발작, 뇌졸중, 뇌진탕, 저혈당, 저혈당, 약물 중독 및 일부 정신 질환 등이 있다. 치료는 근본 원인에 따라 다르다. 조사 결과 고위험군으로 간주되는 사람들은 심장에 대한 추가 모니터링을 위해 병원에 입원할 수 있다.
실신은 매년 천 명 중 약 3~6명에게 영향을 미친다. 노인과 여성에게 더 흔하다. 응급실 방문과 병원 입원의 1~3%가 바로 이것이다. 80세 이상 여성의 최대 절반과 의과대학생의 3분의 1이 자신의 삶의 어느 시점에서 적어도 한 가지 사건을 설명한다. 실신으로 응급실에 내원한 환자 중 약 4%가 향후 30일 이내에 사망했다. 그러나 나쁜 결과의 위험은 근본 원인에 따라 크게 달라진다.

## 원인
원인은 심각하지 않은 것부터 잠재적으로 치명적인 것까지 다양하다. 원인에는 크게 세 가지 범주가 있다. 심장 또는 혈관 관련; 반사(신경 매개라고도 함); 및 기립성 저혈압. 심장 및 혈관 문제가 약 10%의 원인이며 일반적으로 가장 심각한 문제이고 신경 매개 문제가 가장 흔하다. 실신에는 유전적 요소도 있는 것으로 보인다. 최근 유전학 연구에서는 실신과 허탈의 첫 번째 위험 위치가 확인되었다. 염색체 2q31.1에 존재하는 선도 유전 변이체는 ZNF804A 유전자 하류에 약 250kb 정도 떨어진 유전자간 변이체이다. 이 변이체는 ZNF804A의 발현에 영향을 미쳐 이 유전자를 연관성의 가장 강력한 동인으로 만들었다.
- 혈관억제실신(vasodepressor syncope)은 미주신경의 활성이 증가되어 느린맥(서맥)이 나타나고 혈압이 더욱 떨어져 생긴다.
- 신경심장탓실신(neurocardiogenic syncope)은 심장내막기계수용체(endocardial mechanoreceptor)가 활성화되면서 혈관 확장과 느린맥(서맥)을 유발하여 생긴다.
- 운동유발실신(exercise-induced syncope)은 운동을 할 때 실신이 유발되는 경우를 말한다.
- 배뇨실신(micturition syncope)은 소변을 보다가 실신이 발생하는 것이다.
- 기립성 저혈압(orthostatic hypotension)으로 인한 실신은 장기간 서 있거나 누운 자세에서 갑자기 일어설 때 가장 잘 발생한다.

실신은 전반적인 대뇌혈류저하로 발생하며 뇌혈류의 자동조절 기전이 실패하여 나타나는 결과로 볼 수 있다.

## 진단적 접근
병력, 신체 검사, 심전도(ECG)는 실신의 근본 원인을 파악하는 가장 효과적인 방법이다. 미국 응급의사협회(American College of Emergency Physicians)와 미국 심장 협회(American Heart Association)의 지침에서는 철저한 병력, 기립 활력소를 이용한 신체 검사, 12리드 ECG를 포함한 실신 정밀 검사를 권장한다. ECG는 비정상적인 심장 박동, 심장 근육으로의 혈류 불량, 긴 QT 증후군 및 브루가다 증후군과 같은 기타 전기적 문제를 감지하는 데 유용하다. 심장 관련 원인 역시 전구증상의 병력이 거의 없는 경우가 많다. 사건 후 낮은 혈압과 빠른 심박수는 혈액 손실이나 탈수를 나타낼 수 있으며, 폐색전증이 있는 사람들의 경우 사건 이후 낮은 혈중 산소 수치가 나타날 수 있다. 일반적인 광범위한 패널 실험실 테스트에서는 결과의 2~3% 미만에서 이상을 발견하므로 권장되지 않는다.
이러한 초기 정밀 검사를 바탕으로 많은 의사들은 테스트를 맞춤화하고 위험 계층화 도구를 기반으로 환자가 '고위험', '중간 위험' 또는 '낮은 위험'에 해당하는지 여부를 결정한다. 불확실한 경우에는 이식형 루프 레코더, 경사 테이블 테스트 또는 경동맥동 마사지와 같은 보다 구체적인 테스트가 유용할 수 있다. 컴퓨터 단층촬영(CT)은 특별한 문제가 없는 한 일반적으로 필요하지 않다. 고려해야 할 유사한 증상의 다른 원인으로는 발작, 뇌졸중, 뇌진탕, 저혈당, 저혈당, 약물 중독 및 일부 정신 질환 등이 있다. 치료는 근본 원인에 따라 다르다. 조사 결과 고위험군으로 간주되는 사람들은 심장에 대한 추가 모니터링을 위해 병원에 입원할 수 있다.
헤모글로빈 수치는 빈혈이나 혈액 손실을 나타낼 수 있다. 그러나 이는 실신 평가를 받은 사람 중 약 5%에게만 유용했다. 기립성 실신(신경성)으로 인한 이차적인 기립성 실신을 유발하기 위해 기울기 테이블 테스트가 수행된다. 35세 이상, 이전 심방세동, 사건 중 파란색으로 변하는 등 여러 가지 요인으로 인해 심장 관련 원인이 발생할 가능성이 높다.

## 관리
실신 관리는 근본적인 원인을 치료하는 데 중점을 둔다. 모든 경우의 절반에서 근본 원인이 불분명하기 때문에 이는 어려울 수 있다. 이 진단의 모호한 성격을 해결하기 위해 여러 가지 위험 계층화 도구(아래 설명)가 개발되었다. 비정상적인 ECG 판독, 울혈성 심부전 병력, 심장 돌연사 가족력, 숨가쁨, HCT<30, 저혈압 또는 출혈 증거가 있는 사람은 추가 평가 및 모니터링을 위해 병원에 입원해야 한다. 심각한 심장 병력이 없고, 설명할 수 없는 돌연사 가족력이 없고, 정상적인 EKG 및 초기 평가가 없는 젊은 사람의 혈관미주신경성 또는 기립성 실신의 저위험 사례는 퇴원하여 일차 진료 제공자의 후속 조치를 받을 수 있다.
혈관미주신경실신 및 기립성(저혈압) 실신에 대해 권장되는 급성 치료에는 환자를 바닥에 눕히고 다리를 약간 올리거나 앞으로 구부리고 머리를 무릎 사이에 두고 적어도 10~15분 동안(바람직하게는 1시간 내에) 혈액을 뇌로 되돌리는 것이 포함된다. 만성 실신 문제가 있는 개인의 경우, 치료는 기절을 유발하는 요인을 인식하고 기절을 방지하는 기술을 배우는 데 중점을 두어야 한다. 현기증, 메스꺼움 또는 차갑고 끈적끈적한 피부와 같은 경고 징후가 나타나면 손가락을 주먹으로 쥐고 팔에 긴장을 주며 다리를 꼬거나 허벅지를 함께 쥐어짜는 역압 방법을 사용하여 증상을 예방할 수 있다. 증상이 지나간 후에는 수면을 취하는 것이 좋다. 실신 증상이 반복적으로 나타나는 사람들을 치료하려면 생활 방식을 바꾸는 것이 중요하다. 의식 상실이 심각하게 위험한 상황(중장비 조작, 상업용 조종사 등)을 피하는 것이 효과적인 것으로 나타났다.
실신이 촉발 사건 없이 자주 발생하는 경우 실신은 기저 심장 질환의 징후일 수 있다. 심장 질환으로 인해 실신이 발생한 경우에는 혈관미주신경성 실신에 비해 치료법이 훨씬 정교하며, 정확한 심장 원인에 따라 심박조율기, 이식형 심장율동전환-제세동기를 사용할 수도 있다.

## 같이 보기
- 부두 죽음